# Tak (provincie)
Tak is een provincie in het noorden van Thailand. In december 2002 had de provincie 507.371 inwoners en het is daarmee de 48e Thaise provincie qua bevolking. Met een oppervlakte van 16.406,6 km² is het de vierde provincie qua omvang. De provincie ligt op ongeveer 426 kilometer van Bangkok. Tak grenst aan de provincies of landen: Mae Hong Son, Chiang Mai, Lamphun, Lampang, Kamphaeng Phet, Nakhon Sawan, Uthai Thani, Kanchanaburi, Myanmar en ligt niet aan zee.

## Provinciale symbolen
|  | Het provinciale zegel toont koning Naresuan op de (koninklijke) witte olifant. De provinciale vlag heeft 7 horizontale strepen (4 paars en 3 goud) en een blauwe driehoek vanaf de broekzijde, waarop het provinciale zegel. De provinciale boom is xylia kerrii (Thai: แดง daeng). De provinciale bloem is Bauhinia sp. (Thai: เสี้ยวดอกขาว seijaw dok khaaw. |

## Klimaat
De gemiddelde jaartemperatuur is 29 graden. De temperatuur varieert van 12,6 graden tot 41 graden. Gemiddeld valt er 1162,5 mm regen per jaar.

## Politiek

### Bestuurlijke indeling
De provincie is onderverdeeld in 8 districten (Amphoe) en 1 subdistrict (King Amphoe).
| Amphoe 1. Tak 2. Ban Tak 3. Sam Ngao 4. Mae Ramat 1. Tha Song Yang 2. Mae Sot 3. Phop Phra 4. Umphang | King Amphoe 1. Wang Chao |  |

## Prestatie-index
United Nations Development Programme (UNDP) in Thailand heeft sinds 2003 voor subnationaal niveau een Index van de menselijke prestatie (Human Achievement Index - HAI) gepubliceerd op basis van acht belangrijke gebieden van de menselijke ontwikkeling. Provincie Tak neemt met een HAI-waarde van 0,565 de 75e plaats in op de ranglijst, ofwel de een na laatste plaats. Tussen de waarden 0,5214 en 0,607 is dit "laag".
| Hoofdgroep                    | Aantal graadmeters | Ranglijst |
| ----------------------------- | ------------------ | --------- |
| Volksgezondheid               | 7                  | 61e       |
| Onderwijs                     | 4                  | 74e       |
| Werkomstandigheden            | 4                  | 39e       |
| Huishoudelijk inkomen         | 4                  | 70e       |
| Huisvesting en leefomgeving   | 5                  | 56e       |
| Familie- en gemeenschapsleven | 6                  | 41e       |
| Transport en communicatie     | 6                  | 66e       |
| Deelname aan politiek, enz.   | 4                  | 65e       |